# اچ‌ام‌اس تیارا (پی۳۵۱)
اچ‌ام‌اس تیارا (پی۳۵۱) (به انگلیسی: HMS Tiara (P351)) یک زیردریایی بود که طول آن ۲۷۶ فوت ۶ اینچ (۸۴٫۲۸ متر) بود. این زیردریایی در سال ۱۹۴۴ ساخته شد.